# Семинар Прашкевича

Семинар Геннадия Прашкевича в Театральном Зале Новосибирской Областной Научной Библиотеки 31 июля 2010 года

Семина́р Прашке́вича — литературный семинар в Новосибирске под руководством поэта, прозаика, фантаста, учёного, переводчика Геннадия Прашкевича при шефстве компании «Агарта». Цикл семинаров открылся 19 апреля 2008 года.
Организаторам назначение этих литературных семинаров представляется в том, чтобы дать участникам полное представление об истории русской фантастики, о её видах, жанрах, языковых особенностях и идейных, технических и духовных исканиях, научить молодых авторов пониманию литературы вообще и фантастики в частности. Главная цель — формирование новой отечественной школы писателей-фантастов.
Семинары проводятся ежемесячно и состоят в двух-трёх часах живого общения, с обязательной литературно-теоретической частью и обсуждением рукописей участников.
Первая встреча носила ознакомительный характер. На последующих было опробовано два подхода к разбору текстов: классический и модель, используемая на семинаре Бориса Стругацкого.
Помимо этого, значительную часть времени на семинарах отводится контекстному обсуждению феномена современной фантастики, литературной составляющей, фантастическим фестивалям, издательским вопросам, перспективам литературы вообще и отечественной фантастики в частности.
Результатом семинарских заседаний и кропотливой работы вне их станет сборник фантастических рассказов, а также выход на книжный рынок пока ещё не изданных авторов. Налажена связь с альманахом Бориса Стругацкого «Полдень, XXI век» и другими представителями фантастической периодики.
Семинар получает постоянное медийное освещение: в печатных СМИ, на телевидении (в частности, в новостных передачах Новосибирской государственной телерадиокомпании ) и радио.
Многие участники семинара Прашкевича — люди с солидной авторской биографией, печатались в периодических изданиях и альманахах, у некоторых в крупных издательствах выходили и продолжают выходить отдельные книги. Среди участников: Константин Бояндин, Инна Живетьева, Лариса Подистова, Андрей Подистов, Дарья Гущина, Михаил Лероев, Дмитрий Дубинин, Татьяна Сапрыкина, Максим Маскаль, Елена Фаламеева, Пётр Бессонов, Алексей Гридин, Вадим Цин (Синицын), Вячеслав Ковалевич, Макс Квант, Артём Быданов, Дарья Хмель, Виталий Семёнов, Ирина Левковская, Антон Паули, Ольга Римша, Татьяна Злыгостева, Алексей Ерошин, Алексей Фирсов, Сергей Погодин, Светлана Первая, Ержан Урманбаев, Олег Шушаков, Ярослав Шкрыль, Олег Поляков, Юрий Гулин, Дмитрий Бирюков, Юлия Рей, Владимир Вдовин, Кристина Кармалита, Татьяна Ческидова, Ольга Чеботарёва, Анна Гречко, Анжелика Мишина и другие.
С осени 2009 года заседания семинара проходят в Новосибирской Государственной Областной Научной Библиотеке.
Участники семинара неоднократно становились обладателями литературных премий «Белый Мамонт», «Дебют» и «Белое Пятно», являются постоянными гостями фестиваля фантастики «Белое Пятно», участниками и организаторами других литературных чтений, форумов и фестивалей в Новосибирске и других городах России.
В апреле 2011 года семинар отметил своё трёхлетие.

## СМИ и независимые порталы о семинаре
- Газета «Вечерний Новосибирск»
- Интерфакс (недоступная ссылка)
- Журнал фантастики «ЕСЛИ»
- Журнал «Сибирские огни»
- Портал «Культура Сибири»